# Effektreserv (elkraft)

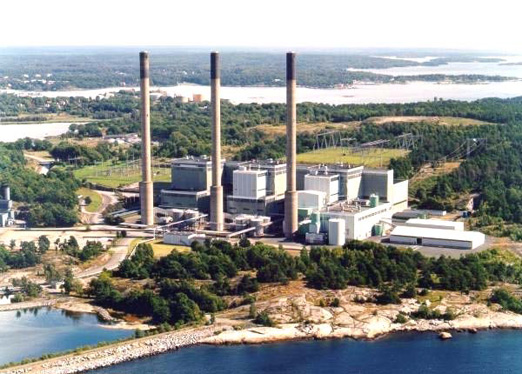
Karlshamnsverket är en del av effektreserven i Sverige.

Effektreserv är ett begrepp inom elkraft i Sverige och som används i lagen (2003:436) om effektreserv.
Effektreserven skapas genom avtal mellan affärsverket Svenska Kraftnät och ett antal elproducenter och vissa stora elförbrukare. Avtalen ger Svenska kraftnät befogenhet att med kort varsel dels beordra ökad elproduktion i vissa anläggningar som normalt inte används, dels att reducera elförbrukningen hos vissa stora elförbrukare i industrin. Urvalet av vilka anläggningar och elproducenter som ingår i effektreserven sker genom en upphandling som sköts av Svenska Kraftnät.
Syftet med effektreserven är att upprätthålla rätt spänning, nätfrekvens och acceptabel fasvinkel även vid ovanliga väderförhållanden (extremt kallt väder i kombination med svaga vindar i hela Sverige, en orkan i södra Sverige etc) eller någon annan störning (oplanerat stopp i en kärnreaktor, brand i en viktig transformator, ett stort driftstopp på grund av nödvändigt underhåll etc). Ett oplanerat bortfall av någon av de största kärnreaktorerna kan innebära att 1 400 MW försvinner från nätet på någon sekund. Risken för bortfall av ett stort kärnkraftverk var tidigare dimensionerande för storleken på effektreserven.
Enligt lagen om effektreserv får effektreservens kapacitet vara högst 2 000 MW. I förordningen (2010:2004) om effektreserv föreskrivs emellertid att effektreserven ska uppgå till högst 1 000 megawatt under perioden den 16 mars 2015 till och med den 15 mars 2017 och högst 750 megawatt under perioden den 16 mars 2017 till och med den 15 mars 2020. Lagen om effektreserv upphörde enligt sin dåvarande lydelse att gälla år 2020. Regeringen har dock den 3 mars 2016 beslutat en proposition med ett lagförslag som innebär att effektreserven ska finnas kvar till 2025.
Effektreserven 2014/2015 bestod i Sverige av 626 MW, inklusive avtal om minskad förbrukning i industrin. Enligt avtalet skall elförbrukningen reduceras inom 16 minuter efter att Svenska Kraftnät beordrat detta. Resterande del avsåg avtal med 4 äldre kraftvärmeverk som kan leverera el från generatorer som drivs av en ångturbin. Ångan kommer från ångpannor som eldas med tjockolja eller kol. Kraftvärmeverken skall normalt kunna börja leverera elkraft inom 16 timmar, på begäran kan den tiden för ett eller flera kraftvärmeverk minskas till 2-timmar.
Av en rad olika skäl så klarades topparna i elförbrukningen utan att effektreserven började användas vintern 2014/2015 bland annat på grund av att det finns en växande överkapacitet inom elproduktionen i Sverige och elhandel med i första hand de nordiska grannländerna.
För vintern 2019/2020 har upp till 562 MW reservkraft upphandlats plus upp till 190 MW av effektminskningar i industrin. I december 2019 avbröt Svenska Kraftnät en upphandling av utökningad effektreserven. Orsaken uppgavs vara att endast ett anbud lämnats in och att priset i anbudet var för högt.
Utöver den upphandlade effektreserven finns ytterligare produktionskapacitet i Sverige som inte används idag [när?] motsvarande 2 eller 3[källa behövs] kärnkraftverk (Stenungsunds kraftverk och Karlshamnsverket). Dessa anläggningar, byggda på 1960-talet för drift med tjockolja eller kol, skulle fortfarande kunna återstartas men först efter en tid som räknas i veckor och det finns inga avtal med Svenska Kraftnät om detta.

## Överbelastningshantering
Störningar i form av produktionsbortfall eller bortfall av HVDC-länkar kan överlasta begränsade nätkomponenter. För att avhjälpa detta krävs omdirigering av flöden. Överbelastningshantering sköts i Sverige av Svenska kraftnät och ersätter från 2025 störningsreserven. Det sker genom upphandling av resurser för att snabbt kunna hantera överlaster. För perioden 2025-2029 är 20 gasturbiner i tio anläggningar i elområdena SE3 och SE4 om 1 300 megawatt upphandlade och ska kunna sättas in inom 15 minuter.